# Каспарус
Каспарус (пол. Kasparus, нім. Kasparus) — село в Польщі, у гміні Осек Староґардського повіту Поморського воєводства.
Населення — 159 осіб (2011).
У 1975-1998 роках село належало до Гданського воєводства.

## Демографія
Демографічна структура станом на 31 березня 2011 року:
|          | Загалом | Допрацездатний вік | Працездатний вік | Постпрацездатний вік |
| -------- | ------- | ------------------ | ---------------- | -------------------- |
| Чоловіки | 72      | 12                 | 52               | 8                    |
| Жінки    | 87      | 17                 | 43               | 27                   |
| Разом    | 159     | 29                 | 95               | 35                   |